# Ovidio Montalbani
Ovidio Montalbani, conosciuto anche con lo pseudonimo di Johannes Antonius Bumaldus (Bologna, 18 novembre 1601 o 1602 – Bologna, 20 settembre 1671), è stato un matematico, medico e astronomo italiano.
Fu professore di logica, matematica, astronomia e medicina all'Università di Bologna.

## Biografia

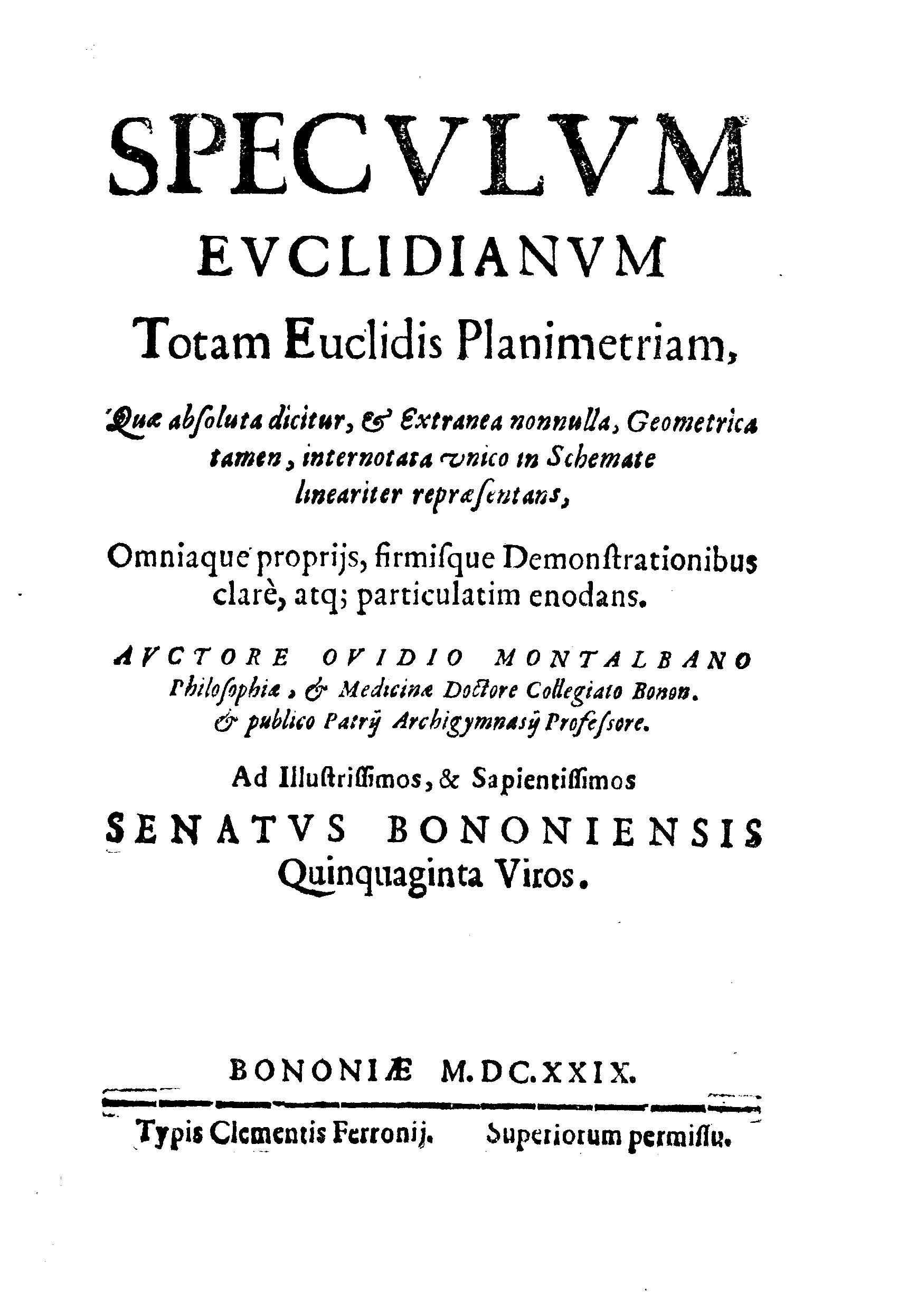
Speculum Euclidianum, 1629

Ovidio Montalbani nacque nel 1601 da un’illustre famiglia bolognese. Dopo aver compiuto gli studi di retorica e grammatica, studiò Filosofia con Vincenzo Montecalvi e Medicina con Bartolomeo Ambrosini. il 21 marzo 1622 si laureò in entrambe le discipline. Nel 1625 iniziò la carriera universitaria  come lettore di Logica. Dal 1628 fino al 1632 passò a insegnare Medicina teorica nella lettura straordinaria. Nel 1629 fu investito dell’incarico della compilazione dell’annuale taccuino astrologico dello Studio di Bologna. Montalbani pubblicava annualmente le sue osservazioni astrologiche facendole precedere da discorsi su vari argomenti di storia naturale, agronomia, astronomia, morale. Vi univa la rubrica delle previsioni astrologiche e il “calendario medico”, in cui indicava i giorni buoni o quelli infausti per le operazioni mediche.
Dall’anno accademico 1633/34 al 1651 Montalbani tenne la cattedra di Matematica. L’anno successivo, gli fu assegnata quella di Filosofia morale e, avendo ottenuto il 19 giugno 1652 anche la laurea in Giurisprudenza, chiese e ottenne, nel 1654, di insegnare le materie legali riguardanti la morale. Nel 1657, dopo la morte di Bartolomeo Ambrosini, assunse la carica di custode del museo Aldrovandi. Montalbani curò la pubblicazione della Dendrologia di Ulisse Aldrovandi, rimasta manoscritta dopo la morte dell’autore. Oltre all’attività universitaria, fu impegnato nelle attività sociali della vita cittadina in cui ebbe incarichi di prestigio, tra i quali Giudice del Foro dei Mercanti e dei Tribuni della plebe.
Montalbani si occupò di botanica e istituì un’accademia di matematica, chiamata dei “Vespertini”. Era inoltre membro dell'Accademia dei Gelati (come "l'Innestato"), dell'Accademia degli Indomiti (come "lo Stellato"), e dell'Accademia della Notte (come "il Rugiadoso").
Morì a Bologna il 20 settembre 1671.

## Opere

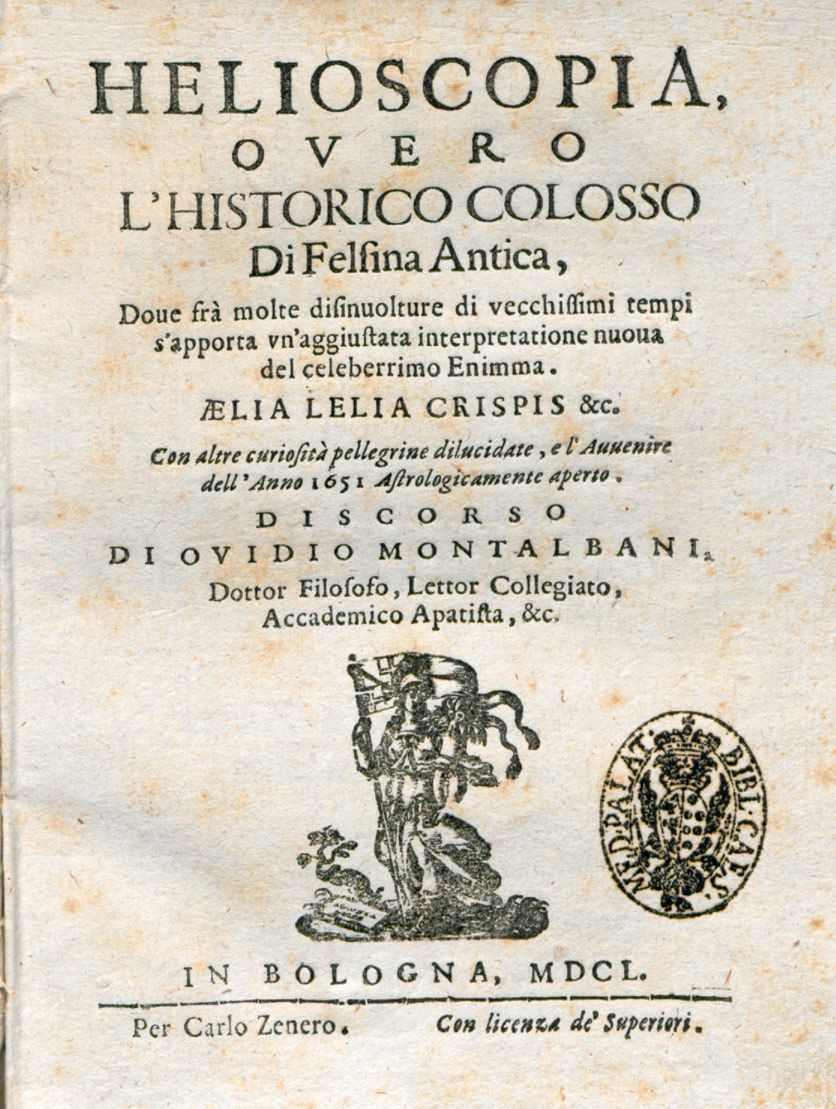
Helioscopia, 1650

- (LA) Speculum Euclidianum, Bologna, Clemente Ferroni, 1629.
- Drosilogia, Bologna, Giovanni Battista Ferroni, 1641.
- Helioscopia, Bologna, Carlo Zenero, 1650.
- Diceosilogia, Bologna, Giacomo Monti, 1655.
- Bibliotheca Botanica seu Herbaristarum Scriptorum Promota Synodia, Bologna, erede del Benacci, 1657. Quest’opera fu la fonte principale d’informazioni sulla letteratura più antica per il botanico francese Jean-François Séguier, il quale ne incluse una ristampa in appendice alla sua Bibliotheca botanica del 1740 citando il vero nome dell’autore, Ovidio Montalbani. Séguier elogia il lavoro di Montalbani e svela che Jo. Ant. Bumaldus non è altro che l’anagramma del vero nome dell’autore.
- Agatochnea, Bologna, Giacomo Monti, 1658.
- (LA) Hortus botanographicus herbarum ideas, et facies supra bis mille Autotatas Perpetuam, & facillimam immense cognitionis botanicarum differentiarum ad memoriam, Bologna, Giacomo Monti, 1660.